# Ventress
Ventress – jednostka osadnicza w Stanach Zjednoczonych, w stanie Luizjana, w parafii Pointe Coupee.